# Encephalitis lethargica
Encephalitis lethargica (EL), také von Economova encefalitida, je mozkové onemocnění dosud neobjasněné etiologie, jež se ke konci I. světové války projevilo jako zhoubná pandemie při nejvyšší míře postižení v USA. Ústředními příznaky této choroby byla faryngitida následovaná později akutními poruchami spánku, svalovou slabostí, obrnou okohybného svalstva a prudkými změnami v chování. Jedinci, kteří tuto pandemii přežili, byli téměř bezvýhradně postiženi určitou mírou trvalých následků; nejčastěji se jednalo o změny osobnosti, úzkostnost, pokles duševní výkonnosti, v horším případě docházelo k rozvoji těžkého parkinsonismu, jehož podobou byla strnulost, mutismus (neurotická nemluvnost), útlum vědomí a amnézie.
Onemocnění roku 1916 objevil a popsal rumunský lékař a významný neuropsychiatr Constantin von Economo, po němž nese i své označení. V současné době je EL již velmi vzácná a vyskytuje se pouze ojediněle a endemicky. První epidemie se objevila roku 1916, druhá poté o jedenáct let později, ačkoliv někteří vědci se na základě symptomatiky nemoci domnívají, že první výskyt tohoto onemocnění může být datován i do 17. století, aj.

## Příznaky a trvalé následky
Jedním ze základních příznaků EL jsou akutní poruchy spánku, nejčastěji se jednalo o somnolenci, letargii (lhostejnost, netečnost, otupělost, chorobnou spavost) a spánkovou inverzi (rozvrat cyklu den-noc), případně insomnii. Za prodromální fází EL je dodnes považována faryngitida, tj. zánět hltanu, který později vyvolal rozsáhlé autoimunitní reakce v CNS. Během několika týdnů po vymizení faryngeálních příznaků následovala distorze spánkového cyklu, bolesti hlavy, horečnaté stavy, slabost a malátnost. Poměrně časté byly i poruchy chování a psychózy. Mezi motorické příznaky patřily poruchy extrapyramidové soustavy – zejména dyskinéze, svalová rigidita a oftalmoplegie. Úmrtnost při této chorobě je poměrně vysoká (týkala se jedné třetiny nemocných)

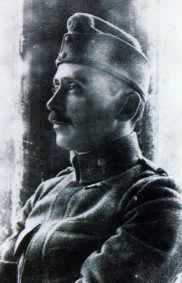
Constantin von Economo, profesor psychiatrie a neurologie na Vídeňské univerzitě

Většinu nemocných, jenž pandemii přežili, později po velmi rozličném časovém údobí postihla pestrá plejáda trvalých následků, jakými byly organické poruchy osobnosti, myoklonus, chorea (mimovolné svalové záškuby), okulogyrické krize (záchvatovité křečovité krouživé protáčení očí), atd. Časté byly i deprese, apatie, fóbie a úzkosti obsedantně-kompulzivního spektra. Mnohé rovněž postihla závažná forma postencefalitického parkinsonismu, jenž budil dojem sochy, katatonie. Vědomí je utlumené, ačkoliv je nemocný stále schopen i poměrně složitých činností, není však schopen řeči, chůze je nejistá a stoj nevyvážený.
Roku 1966 se v léčebně pro dlouhodobě nemocné Beth Abraham Hospital, britský neurolog a psychiatr dr. Oliver Sacks pokusil o léčbu těchto „soch“, jež byly personálem i odbornou veřejností považovány za nevyléčitelně nemocné. Během svého výzkumu poté objevil velký terapeutický potenciál účinného antiparkinsonika levodopy, které jim, po řadě nezdarů, podával ve vysokých dávkách – pacienti se skutečně probrali a překvapivě brzy obnovili i svoji schopnost řeči a hybnosti. Nicméně, vzhledem k silně dopaminergním vlastnostem levodopy se u mnoha pacientů rozvinuly mánie a paranoidní psychózy, účinky léku samotného následovně ztrácely na své síle a pacienti opět upadali do stavu akinetické letargie.

## Neuropatologie a etiologie
Rozbory tkáně nemocných prokázaly ohnisko zánětlivých změn v oblasti středního mozku a bazálních ganglií, objeveny byly také nekrotické léze mozkového kmene a neurofibrilární klubka, svými vlastnostmi připomínající histopatologický nález u progresivní supranukleární obrny. Likvorové zkoušky zaznamenaly zvýšenou hladinu bílkovin a itratekální oligoklonální pásy – přítomny při autoimunitním onemocnění. Početné jsou i lymfocytární infiltráty, zejména plazmatické buňky a také protilátky imunoglobuliny.
Někteří lékaři se domnívali, že EL souvisí ze současně vypuknuvší španělskou chřipkou a, že se zde tedy pojednává o neuroinvazi tohoto viru. Prof. von Economo s tímto postojem ovšem nesouhlasil, stejně tak, jako většina tehdejší lékařské obce, pozdější výzkum navíc prokázal nepřítomnost chřipkové RNA v mozkové tkáni nemocných.
Dnes převládá stanovisko, podle kterého je EL součástí post-streptokokálních autoimunitních reakcí.